# Zena Marshall
Zena Moyra Marshall (Nairobi, Kenia, 1 de enero de 1926–10 de julio de 2009) fue una actriz británica de cine y televisión

## Carrera
Estudió en la Escuela de Artes St. Mary y se entrenó en la Real Academia de Arte Dramático (RADA). Trabajó con la Asociación Nacional de Entretenimiento durante la Segunda Guerra Mundial.
Su carrera en el cine empezó con un pequeño papel en la película César y Cleopatra (1945), con Claude Rains y Vivien Leigh. Su exótico aspecto le permitió figurar en papeles étnicos como Miss Taro, en la primera película del agente James Bond, Dr. No (1962). También apareció en Those Magnificent Men in Their Flying Machines (1965) como la Condesa Ponticelli y realizó numerosas apariciones en televisión. Su última actuación en el cine fue en The Terrornauts de 1967.

## Vida personal
Estuvo casada en dos ocasiones antes de comprometerse con el productor de cine Ivan Foxwell (fallecido en el 2002). Marshall murió en el 2009, a la edad de 83 años.

## Filmografía parcial
- The End of the River (1947)
- So Evil My Love (1948)
- Miranda (1948)
- Sleeping Car to Trieste (1948)
- Marry Me! (1949)
- Helter Skelter (1949)
- Morning Departure (1950)
- So Long at the Fair (1950)
- Soho Conspiracy (1950)
- Blind Man's Bluff (1952)
- Deadly Nightshade (1953)
- The Embezzler (1954)
- Three Cases of Murder (1955)
- A Story of David (1961)
- Crosstrap (1962)
- Dr. No (1962)
- The Switch (1963)
- Those Magnificent Men in their Flying Machines (1965)
- The Terrornauts (1967)